# Estampes (Gers)
Pour les articles homonymes, voir Estampes.
Estampes (Estampas e Castèthfranc en gascon) est une commune française située dans le département du Gers, en région Occitanie. Sur le plan historique et culturel, la commune est dans le pays d'Astarac, un territoire du sud gersois très vallonné, au sol argileux, qui longe le plateau de Lannemezan.
Exposée à un climat océanique altéré, elle est drainée par le Bouès, le ruisseau de Rieuzan et par divers autres petits cours d'eau. La commune possède un patrimoine naturel remarquable composé de deux zones naturelles d'intérêt écologique, faunistique et floristique.
Estampes est une commune rurale qui compte 162 habitants en 2022, après avoir connu un pic de population de 655 habitants en 1841. Ses habitants sont appelés les Estampais ou Estampaises.

## Géographie

### Localisation
La commune est limitrophe du département des Hautes-Pyrénées.

### Communes limitrophes
Les communes limitrophes sont  Castex, Estampures, Fréchède, Laguian-Mazous, Miélan et Montégut-Arros.
| Laguian-Mazous                       |                              | Miélan |
| Montégut-Arros                       | Estampes                     |        |
| Fréchède (Hautes-Pyrénées, sur 50 m) | Estampures (Hautes-Pyrénées) | Castex |

### Géologie et relief
Estampes se situe en zone de sismicité 3 (sismicité modérée).

### Hydrographie

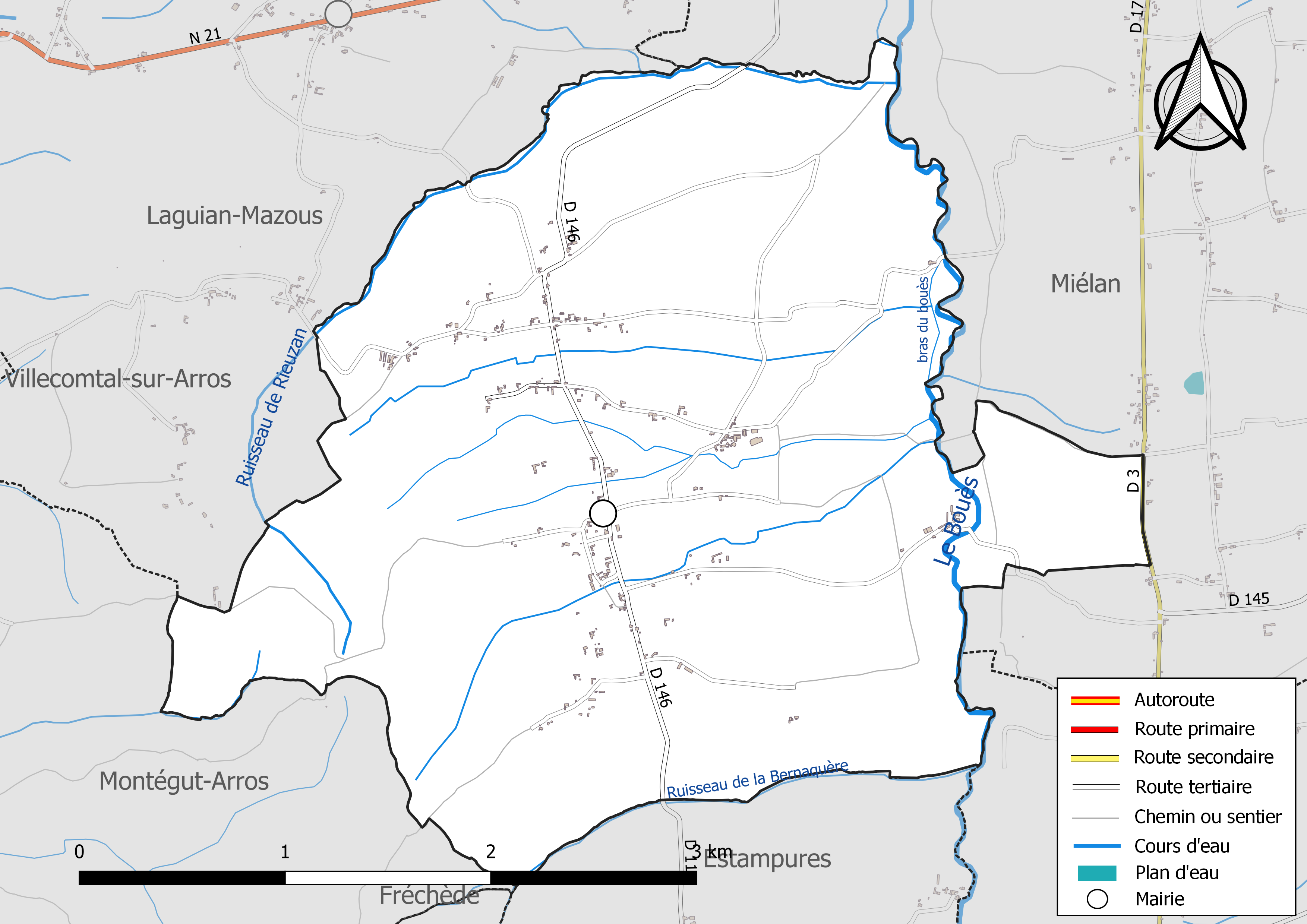
Réseaux hydrographique et routier d'Estampes.

La commune est dans le bassin de l'Adour, au sein du bassin hydrographique Adour-Garonne. Elle est drainée par le Bouès, le ruisseau de Rieuzan, un bras du Bouès, le ruisseau de la Bernaquère, bras du bouès et par divers petits cours d'eau, qui constituent un réseau hydrographique de 15 km de longueur totale,.
Le Bouès, d'une longueur totale de 62,5 km, prend sa source dans la commune de Burg et s'écoule vers le nord. Il traverse la commune et se jette dans l'Arros à Beaumarchés, après avoir traversé 32 communes.

### Climat
Pour des articles plus généraux, voir Climat de l'Occitanie et Climat du Gers.
En 2010, le climat de la commune est de type climat océanique altéré, selon une étude s'appuyant sur une série de données couvrant la période 1971-2000. En 2020, Météo-France publie une typologie des climats de la France métropolitaine dans laquelle la commune est exposée à un climat de montagne ou de marges de montagne et est dans une zone de transition entre les régions climatiques « Aquitaine, Gascogne » et « Pyrénées centrales ».
Pour la période 1971-2000, la température annuelle moyenne est de 12,8 °C, avec une amplitude thermique annuelle de 14,8 °C. Le cumul annuel moyen de précipitations est de 918 mm, avec 9,8 jours de précipitations en janvier et 6,8 jours en juillet. Pour la période 1991-2020, la température moyenne annuelle observée sur la station météorologique la plus proche, située sur la commune de Sadeillan à 6 km à vol d'oiseau, est de 13,6 °C et le cumul annuel moyen de précipitations est de 900,9 mm,. Pour l'avenir, les paramètres climatiques de la commune estimés pour 2050 selon différents scénarios d'émission de gaz à effet de serre sont consultables sur un site dédié publié par Météo-France en novembre 2022.

### Milieux naturels et biodiversité

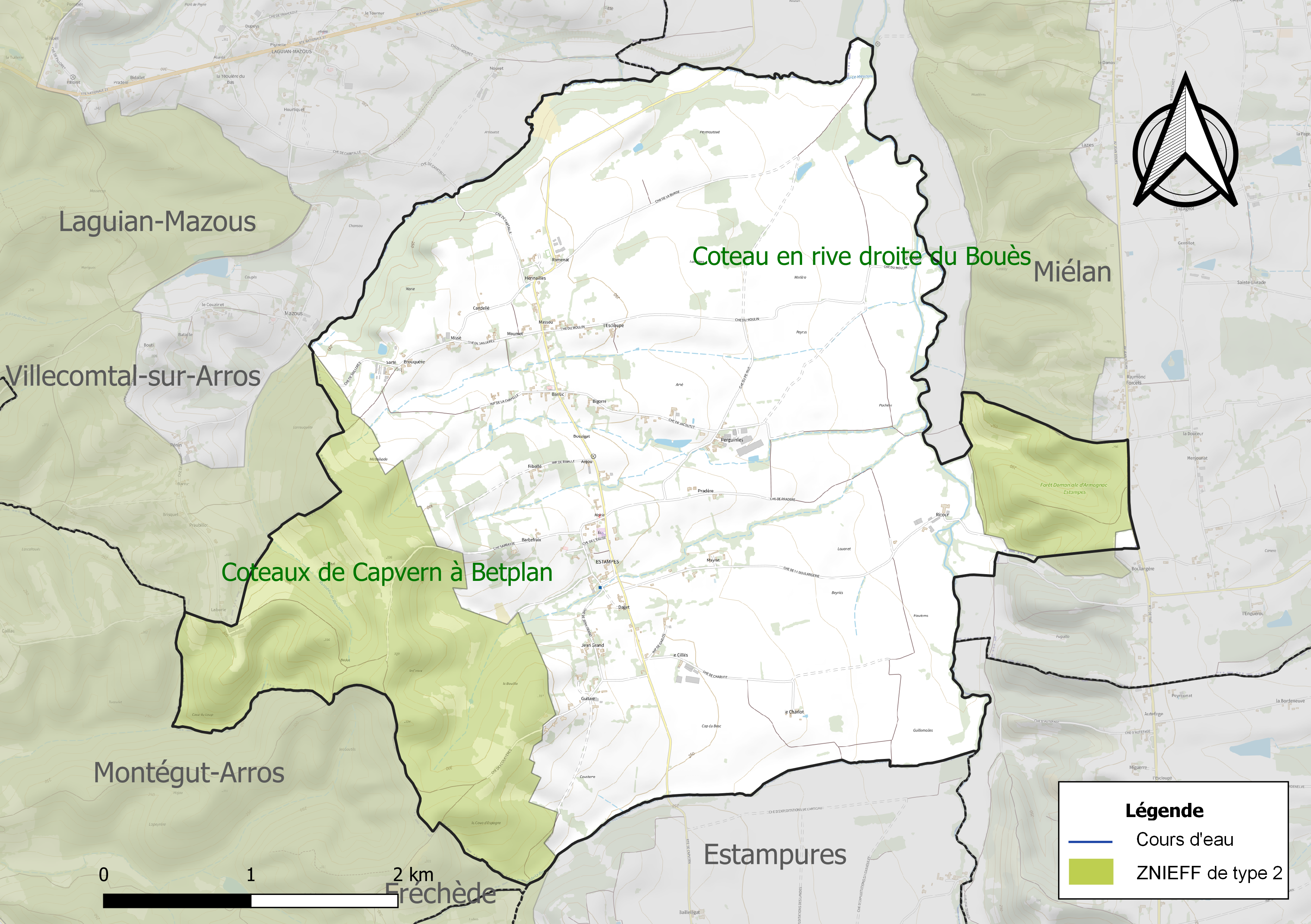
Carte des ZNIEFF de type 2 localisées sur la commune.

L’inventaire des zones naturelles d'intérêt écologique, faunistique et floristique (ZNIEFF) a pour objectif de réaliser une couverture des zones les plus intéressantes sur le plan écologique, essentiellement dans la perspective d’améliorer la connaissance du patrimoine naturel national et de fournir aux différents décideurs un outil d’aide à la prise en compte de l’environnement dans l’aménagement du territoire.
Deux ZNIEFF de type 2 sont recensées sur la commune :
- le « coteau en rive droite du Bouès » (625 ha), couvrant 4 communes du département[13] ;
- les « coteaux de Capvern à Betplan » (10 246 ha), couvrant 46 communes dont huit dans le Gers et 38 dans les Hautes-Pyrénées[14].

## Urbanisme

### Typologie
Au 1er janvier 2024, Estampes est catégorisée commune rurale à habitat très dispersé, selon la nouvelle grille communale de densité à sept niveaux définie par l'Insee en 2022.
Elle est située hors unité urbaine et hors attraction des villes,.

### Occupation des sols
L'occupation des sols de la commune, telle qu'elle ressort de la base de données européenne d’occupation biophysique des sols Corine Land Cover (CLC), est marquée par l'importance des territoires agricoles (78 % en 2018), en diminution par rapport à 1990 (79,1 %). La répartition détaillée en 2018 est la suivante :
terres arables (45,1 %), zones agricoles hétérogènes (32,9 %), forêts (22 %). L'évolution de l’occupation des sols de la commune et de ses infrastructures peut être observée sur les différentes représentations cartographiques du territoire : la carte de Cassini (XVIIIe siècle), la carte d'état-major (1820-1866) et les cartes ou photos aériennes de l'IGN pour la période actuelle (1950 à aujourd'hui).

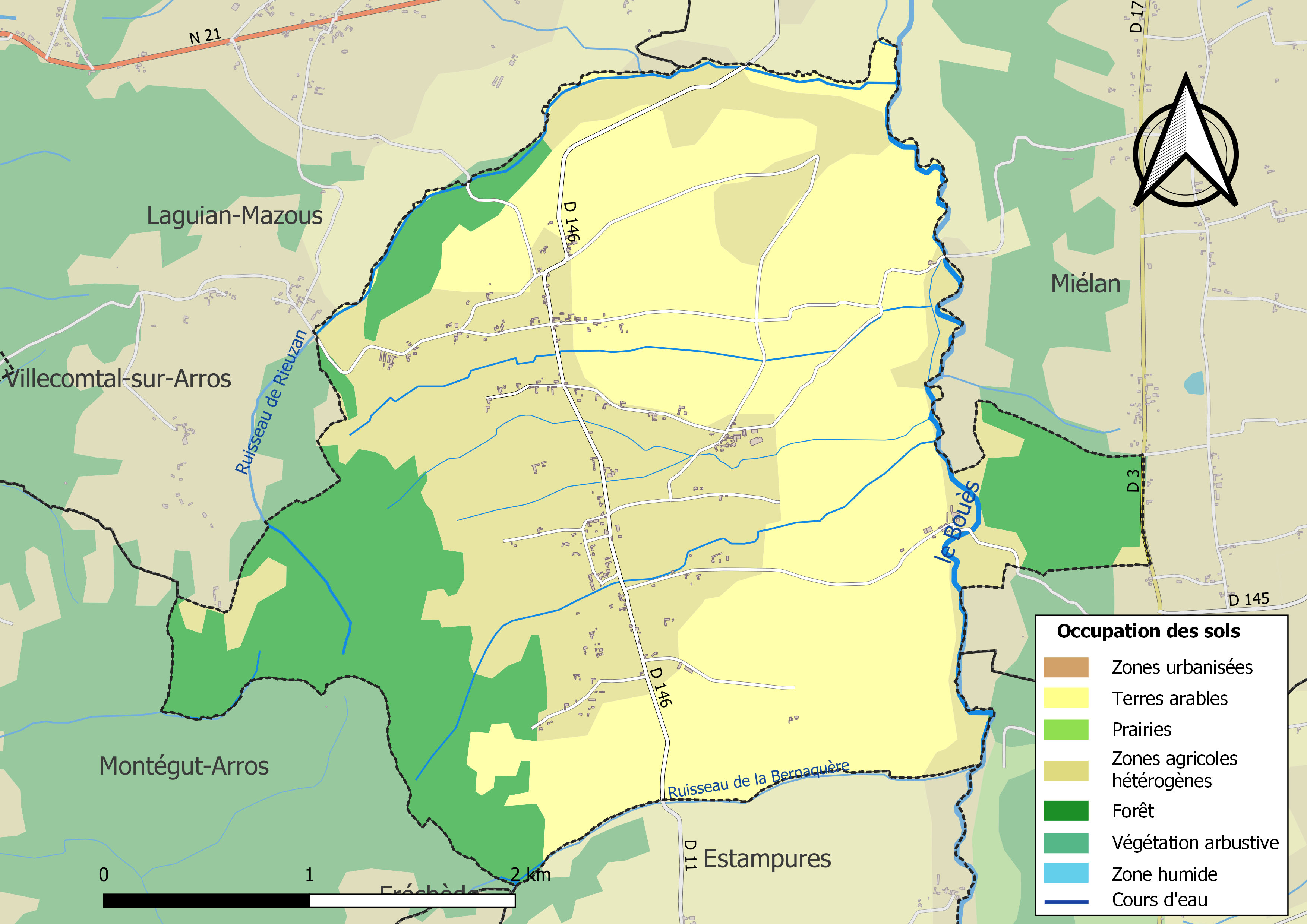
Carte des infrastructures et de l'occupation des sols de la commune en 2018 (CLC).

### Risques majeurs
Le territoire de la commune d'Estampes est vulnérable à différents aléas naturels : météorologiques (tempête, orage, neige, grand froid, canicule ou sécheresse) et séisme (sismicité modérée). Un site publié par le BRGM permet d'évaluer simplement et rapidement les risques d'un bien localisé soit par son adresse soit par le numéro de sa parcelle.

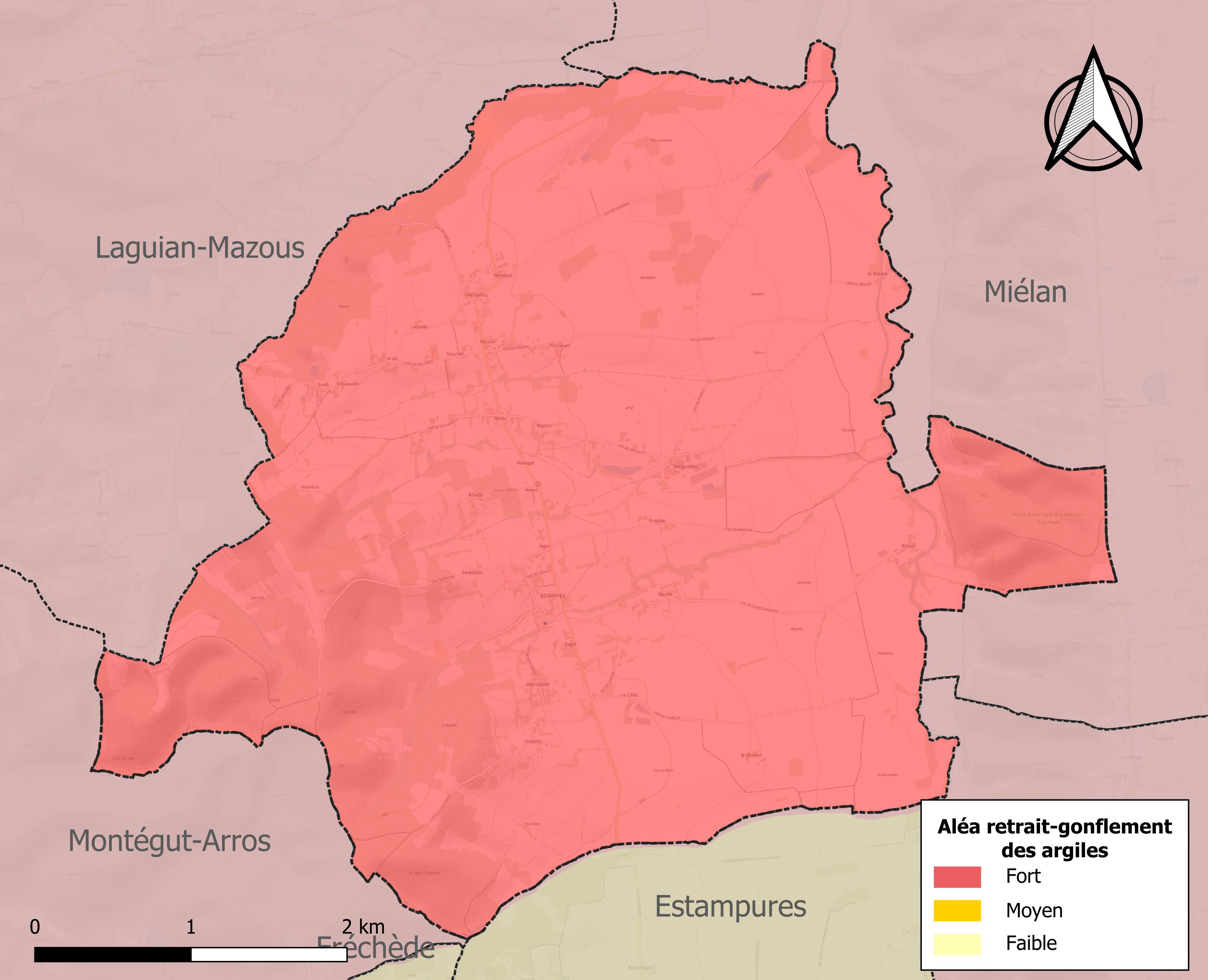
Carte des zones d'aléa retrait-gonflement des sols argileux d'Estampes.

Le retrait-gonflement des sols argileux est susceptible d'engendrer des dommages importants aux bâtiments en cas d’alternance de périodes de sécheresse et de pluie. La totalité de la commune est en aléa moyen ou fort (94,5 % au niveau départemental et 48,5 % au niveau national). Sur les 118 bâtiments dénombrés sur la commune en 2019, 118 sont en aléa moyen ou fort, soit 100 %, à comparer aux 93 % au niveau départemental et 54 % au niveau national. Une cartographie de l'exposition du territoire national au retrait gonflement des sols argileux est disponible sur le site du BRGM,.
Par ailleurs, afin de mieux appréhender le risque d’affaissement de terrain, l'inventaire national des cavités souterraines permet de localiser celles situées sur la commune.
La commune a été reconnue en état de catastrophe naturelle au titre des dommages causés par les inondations et coulées de boue survenues en 1999 et 2009. Concernant les mouvements de terrains, la commune a été reconnue en état de catastrophe naturelle au titre des dommages causés par la sécheresse en 1989 et 2015 et par des mouvements de terrain en 1999.

## Politique et administration

### Liste des maires
| Période                                  | Période  | Identité         | Étiquette | Qualité  |
| ---------------------------------------- | -------- | ---------------- | --------- | -------- |
| avant 1988                               | 2008     | Claude Ricaud    | UMP-LR    | Retraité |
| 2008                                     | 2014     | Francis Durot    |           |          |
| 2014                                     | 2020     | Claude Ricaud    |           |          |
| mai 2020                                 | En cours | Christian Abadie |           |          |
| Les données manquantes sont à compléter. |          |                  |           |          |

## Population et société

### Démographie
| 1793 | 1800 | 1806 | 1821 | 1831 | 1841 | 1846 | 1851 | 1856 |
| ---- | ---- | ---- | ---- | ---- | ---- | ---- | ---- | ---- |
| 346  | 292  | 350  | 363  | 647  | 655  | 626  | 587  | 565  |

| 1861 | 1866 | 1872 | 1876 | 1881 | 1886 | 1891 | 1896 | 1901 |
| ---- | ---- | ---- | ---- | ---- | ---- | ---- | ---- | ---- |
| 550  | 546  | 541  | 542  | 503  | 458  | 434  | 418  | 388  |

| 1906 | 1911 | 1921 | 1926 | 1931 | 1936 | 1946 | 1954 | 1962 |
| ---- | ---- | ---- | ---- | ---- | ---- | ---- | ---- | ---- |
| 415  | 395  | 343  | 347  | 325  | 319  | 300  | 265  | 289  |

| 1968 | 1975 | 1982 | 1990 | 1999 | 2005 | 2006 | 2010 | 2015 |
| ---- | ---- | ---- | ---- | ---- | ---- | ---- | ---- | ---- |
| 274  | 237  | 207  | 189  | 173  | 170  | 173  | 169  | 162  |

| 2020 | 2022 | - | - | - | - | - | - | - |
| ---- | ---- | - | - | - | - | - | - | - |
| 162  | 162  | - | - | - | - | - | - | - |

## Économie

### Revenus
En 2018 (données Insee publiées en septembre 2021), la commune compte 78 ménages fiscaux, regroupant 160 personnes. La médiane du revenu disponible par unité de consommation est de 19 490 € (20 820 € dans le département).

### Emploi
|                | 2008  | 2013  | 2018  |
| -------------- | ----- | ----- | ----- |
| Commune        | 8 %   | 2,2 % | 6,9 % |
| Département    | 6,1 % | 7,5 % | 8,2 % |
| France entière | 8,3 % | 10 %  | 10 %  |

En 2018, la population âgée de 15 à 64 ans s'élève à 71 personnes, parmi lesquelles on compte 72,2 % d'actifs (65,3 % ayant un emploi et 6,9 % de chômeurs) et 27,8 % d'inactifs,. En 2018, le taux de chômage communal (au sens du recensement) des 15-64 ans est inférieur à celui de la France et département, alors qu'en 2008 il était supérieur à celui du département et inférieur à celui de la France.
La commune est hors attraction des villes,. Elle compte 22 emplois en 2018, contre 39 en 2013 et 30 en 2008. Le nombre d'actifs ayant un emploi résidant dans la commune est de 50, soit un indicateur de concentration d'emploi de 43 % et un taux d'activité parmi les 15 ans ou plus de 40,6 %.
Sur ces 50 actifs de 15 ans ou plus ayant un emploi, 14 travaillent dans la commune, soit 28 % des habitants. Pour se rendre au travail, 86,3 % des habitants utilisent un véhicule personnel ou de fonction à quatre roues, 2 % s'y rendent en deux-roues, à vélo ou à pied et 11,8 % n'ont pas besoin de transport (travail au domicile).

### Activités hors agriculture
7 établissements sont implantés à Estampes au 31 décembre 2019.
Le secteur du commerce de gros et de détail, des transports, de l'hébergement et de la restauration est prépondérant sur la commune puisqu'il représente 28,6 % du nombre total d'établissements de la commune (2 sur les 7 entreprises implantées à Estampes), contre 27,7 % au niveau départemental.

### Agriculture
La commune est dans l'Astarac, une petite région agricole englobant tout le Sud du département du Gers, un quart de sa superficie, et correspond au pied de lʼéventail gascon. En 2020, l'orientation technico-économique de l'agriculture  sur la commune est la polyculture et/ou le polyélevage.
|               | 1988 | 2000 | 2010 | 2020 |
| ------------- | ---- | ---- | ---- | ---- |
| Exploitations | 24   | 15   | 13   | 10   |
| SAU (ha)      | 578  | 554  | 604  | 609  |

Le nombre d'exploitations agricoles en activité et ayant leur siège dans la commune est passé de 24 lors du recensement agricole de 1988  à 15 en 2000 puis à 13 en 2010 et enfin à 10 en 2020, soit une baisse de 58 % en 32 ans. Le même mouvement est observé à l'échelle du département qui a perdu pendant cette période 51 % de ses exploitations,. La surface agricole utilisée sur la commune a quant à elle augmenté, passant de 578 ha en 1988 à 609 ha en 2020. Parallèlement la surface agricole utilisée moyenne par exploitation a augmenté, passant de 24 à 61 ha.

## Culture locale et patrimoine

### Lieux et monuments
- L'église Saint-Barthélémy d'Estampes abrite un bas-relief en bois peint du XVIIIe siècle.
- L'église Saint-Laurent de Castelfranc de Barrac a été remaniée au XVIIIe siècle.
- Un lavoir recouvert à l'aide d'une charpente de bois est visible au bord du Ruizan au lieu-dit Arriouets.

### Héraldique
| Blason | Blasonnement : Écartelé : au premier et au quatrième d'argent plain, au deuxième et au troisième d'or aux trois merlettes de sable. |